# Lijst van rijksmonumenten in Budel
De plaats Budel telt 7 inschrijvingen in het rijksmonumentenregister. Hieronder een overzicht.
| Object                                                                       | Oorspronkelijke functie?  | Bouwjaar    | Architect       | Locatie                                    | Coördinaten?                  | Nr.?   | Afbeelding        |
| ---------------------------------------------------------------------------- | ------------------------- | ----------- | --------------- | ------------------------------------------ | ----------------------------- | ------ | ----------------- |
| Zeldenrust                                                                   | Industrie- en poldermolen | 1869 / 1900 |                 | Burgemeester van Houtstraat 60             | 51° 16' 18" NB, 5° 34' 54" OL | 11262  | Meer afbeeldingen |
| Voormalig schepenhuis                                                        | Gerechtsgebouw            | 1616        |                 | Markt 28                                   | 51° 16' 28" NB, 5° 34' 29" OL | 11265  | Meer afbeeldingen |
| Huis met in- en uitgezwenkte topgevel (Gelders type) en getande waterlijsten | Woonhuis                  | 17e eeuw    |                 | Dr. Ant. Mathijsenstraat 1                 | 51° 16' 28" NB, 5° 34' 30" OL | 11266  | Meer afbeeldingen |
| Nooit gedacht                                                                | Industrie- en poldermolen | 1846        |                 | Meemortel 24                               | 51° 16' 9" NB, 5° 34' 54" OL  | 11267  | Meer afbeeldingen |
| Douanepaal                                                                   | Grensafbakening           |             |                 | Meemortel / hoek Boschdijkdwarstraat Budel | 51° 16' 1" NB, 5° 35' 33" OL  | 11268  | Douanepaal        |
| Nederlands Hervormde Kerk                                                    | Kerk en kerkonderdeel     | 1812        |                 | Dr. Ant. Mathijsenstraat 7                 | 51° 16' 29" NB, 5° 34' 33" OL | 11269  | Meer afbeeldingen |
| R.K. Onze lieve vrouwe visitatiekerk                                         | Kerk en kerkonderdeel     | 1904        | Caspar Franssen | Kerkstraat 10                              | 51° 16' 34" NB, 5° 34' 31" OL | 518888 | Meer afbeeldingen |